# Chiến dịch Gallipoli
Chiến dịch Gallipoli còn gọi là Trận Gallipoli, kéo dài từ tháng 4 tới tháng 12 năm 1915, do quân Hiệp Ước Anh - Pháp phát động nhằm chiếm thủ đô của Đế chế Ottoman là Constantinopolis (nay là Istanbul). Được xem là chiến dịch đổ bộ lớn nhất và tham vọng nhất trong cuộc Chiến tranh thế giới thứ nhất, cuộc tấn công thất bại với thiệt hại nặng nề cho cả hai phía. Đại thắng này mang lại vinh quang cho tướng Thổ Mustafa Kemal Pasha, khiến ông trở thành một vị anh hùng bách thắng của người Thổ. Trong khi ấy, thảm họa này được coi là một đòn giáng nặng nề vào phe Entente ở vùng Balkan.
Thảm bại của quân Đồng minh Anh-Pháp trong trận này - được xem là do kế hoạch, khả năng kém cỏi và sự thiếu quyết đoán của quân Đồng minh - đã gây thất vọng rất lớn cho họ và góp phần đưa chiến cuộc vào tình thế bế tắc. Trong khi đó, sau thắng lợi, Đế quốc Ottoman vẫn tiếp tục tham chiến, và thất bại của quân Đồng minh Anh-Pháp trong việc chi viện cho Đế quốc Nga đã góp phần dẫn đến sự suy sụp của nước này.

## Diễn biến
Lực lượng Anh-Pháp gặp khó khăn suốt cuộc chiến trong việc tìm ra một đường tiếp viện cho Nga. Đế chế Đức và Đế chế Áo-Hung chia cắt Nga với phần còn lại của châu lục. Không có tuyến đường biển nào thực sự tồn tại. Biển Trắng và Biển Okhotsk thường xuyên đóng băng. Biển Baltic bị chốt chặn bởi hải quân Đức. Con đường khả thi duy nhất là từ Địa Trung Hải qua eo Bosphorus sang Biển Đen thì chấm dứt khi Đế chế Ottoman quyết định tham chiến, theo phe Trung tâm.
Đồng thời, đến cuối năm 1914 Mặt trận phía Tây rơi vào thế bế tắc. Nhu cầu cho một mặt trận mới là gấp thiết. Đế chế Áo-Hung là một khả năng, nhưng nếu hất cẳng Đế chế Ottoman ra khỏi vòng chiến thì không những đường tiếp tế cho Nga được tái lập, mà gia tăng khả năng Bulgaria và Hy Lạp theo phe Anh-Pháp. Ý tưởng ban đầu là sử dụng quân đội Hy Lạp bị bác bỏ do Nga e ngại sự bành trướng và ảnh hưởng của nước này lên các quốc gia người Slav khác trong khu vực.
Trong nội các Anh, nổi lên hai nhân vật đóng vai trò chủ chốt trong quyết định tấn công Dardanelles là Winston Churchill và Huân tước Kitchener. Dựa vào các báo cáo sơ sài và chủ quan, coi thường tiềm năng Đế chế Ottoman cho chiến tranh. Tuy nhiên, do nhu cầu ở Mặt trận phía Tây được coi trọng trong khi nguồn trù bị có giới hạn, một mình lực lượng hải quân sẽ phải tiến hành cuộc tấn công này. Một hạm đội gồm các chiến thuyền tiền-dreadnought đã lỗi thời không đủ tiêu chuẩn để đối đầu với hải quân Đức được chuyển về mặt trận này sẽ phát huy tác dụng, do hải quân Đế chế Ottoman gần như không tồn tại. Đến tháng 1 năm 1915, nội các Anh phê chuẩn kế hoạch này.

## Cuộc tấn công của hải quân
Quân Thổ bố phòng dọc hai bờ bằng một hệ thống các pháo đài, cộng sự xen kẽ bằng các khẩu đội pháo binh cơ động. 
Ngày 19 tháng 2 năm 1915, các đơn vị tác chiến hỗn hợp Anh-Pháp mở màn chiến dịch bằng các cuộc pháo kích các đồn tiền tiêu của quân Thổ dọc eo biển Dardanelles. Mục tiêu là thử khả năng của quân Thổ.
Kết quả là mặc dầu hỏa lực của hạm đội tỏ ra áp đảo hàng phòng ngự vòng ngoài, càng vào sâu sức chống cự và chịu đựng của quân Thổ càng cao. Liên quân buộc phải pháo kích ban ngày, trong khi tiến tháo dỡ dần mình ban đêm; mặc dù chiến lược này không đem lại kết quả khả quan.

## Trận 18 tháng 3
Đây là cột mốc quan trọng trong chiến dịch Dardanelles. Một lực lượng khổng lồ gồm ít nhất 16 chiến hạm được huy động cho cuộc tiến công. Kết quả là hầu như tất cả chịu thiệt hại nặng nề từ các cuộc đọ pháo. Chiến hạm Bouvet của Pháp, HMS Ocean và HMS Irresistable của Anh chìm do trúng mìn ở dọc vịnh Eren của tàu rãi mìn Nurset của Thổ đêm trước.
Những thiệt hại nặng nề này lập tức chấm dứt các nỗ lực tấn công đơn độc của hải quân Đồng Minh. Họ không biết khi ra lệnh cho hạm đội rút lui cũng là lúc đạn dược của quân Thổ gần như cạn kiệt hoàn toàn.
Winston Churchill đề nghị mở thêm một cuộc tấn công nữa, nhưng bị gạt bỏ. Bốn ngày sau (ngày 22 tháng 3), chính phủ Anh quyết định cho bộ binh đổ bộ lên bờ châu Âu của bán đảo này.

## Cuộc đổ bộ
Việc sử dụng bộ binh là cần thiết nhằm loại trừ các đơn vị pháo binh cơ động của Thổ, tạo cơ hội cho tàu dỡ mìn mở đường. Lord Kitchener bổ nhiệm tướng Sir Ian Hamilton để chỉ huy Lực lượng viễn chinh Địa Trung Hải cho nhiệm vụ này.
Đầu năm 1915, binh sĩ tình nguyện của Úc và Tân Tây Lan đóng quân ở Ai Cập, đang trong khóa huấn luyện trước khi gửi sang Pháp. Họ tạo nên Quân đoàn Úc và Tân Tây Lan, hay còn gọi là ANZACS.
Tổng cộng lực lượng này bao gồm:Sư đoàn Úc số 1, sư đoàn Úc & N, sư đoàn 29 (chính quy) và 10 (tình nguyện), sư đoàn hải quân hoàng gia của Anh. Ngoài ra Hamilton kiêm quyền chỉ huy Lực lượng viễn chinh Viễn Đông của Pháp, bao gồm 4 tiểu đoàn Senegal.
Lực lượng trừ bị mà sau này sẽ tham chiến có thêm cả binh lính Ấn Độ.
Tuy nhiên, phải mất đến 6 tuần để di chuyển thêm quân từ Anh và quân Thổ được biết ý đồ tấn công của phe đồng minh, tạo điều kiện cho họ tăng cường chuẩn bị.
Quân đoàn 5 Thổ Ottoman bảo vệ cả hai bên bờ eo Dardanelles nằm dưới quyền chỉ huy tối cao của thống chế Đức là Otto Liman von Sanders, bao gồm 6 sư đoàn, 84000 quân. Ý đồ tấn công của quân đồng minh là rõ ràng, tuy nhiên địa điểm chính xác thì vẫn chưa được xác định nên quân Thổ phải phân chia lực lượng trải dài khắp bán đảo. Lực lượng trù bị đóng xung quanh Gelibolu và Boghali.
Kế hoạch của Hamilton là sử dụng quân Anzacs đổ bộ ở phía bắc của bán đảo tại vịnh Gaba Tepe và quân Pháp đổ bộ xuống bờ châu Á để nghi binh, thu hút sự chú ý của quân Thổ, tạo điều kiện thuận lợi cho mũi tiến công chính là ở Mũi Helles ở phía Nam.